# Turritella cochlea
Turritella cochlea is een slakkensoort uit de familie van de Turritellidae. De wetenschappelijke naam van de soort is voor het eerst geldig gepubliceerd in 1849 door Reeve.